# Ji Yun-nam
Dans ce nom coréen, le nom de famille, Ji, précède le nom personnel.
Ji Yun-nam (hangeul : 지윤남), né le 20 novembre 1976 à Pyongyang, est un ancien footballeur international nord-coréen. Il a évolué au April 25 à Nampo dans le championnat national nord-coréen au poste de milieu de terrain. Avec l'équipe nationale, il a occupé le poste d'arrière gauche.

## Carrière internationale
Il fait partie des 23 joueurs nord-coréens sélectionnés pour participer à la coupe du monde 2010, étant le doyen de ce groupe.
Lors des phases de qualification du groupe Asie, son coéquipier Mun In-guk a marqué un but décisif contre les Émirats arabes unis, le 11 février 2009, sur un centre de Ji Yun-nam.
Il s'est illustré pour avoir marqué un but contre le Brésil durant la Coupe du monde 2010 à la 89e minute, alors qu'il était suivi par deux joueurs de l'équipe adverse (le capitaine Lúcio et Gliberto Silva). Le match sera toutefois perdu 2-1 par la Corée du Nord.

### Buts internationaux
| # | Date            | Lieu                         | Adversaire     | Score | Compétition                            |
| - | --------------- | ---------------------------- | -------------- | ----- | -------------------------------------- |
| 1 | 23 février 2008 | Chongqing, Chine             | Chine          | 1-3   | Coupe d'Asie de l'Est                  |
| 2 | 27 août 2009    | Kaohsiung, Taïwan            | Taipei chinois | 1-2   | Coupe d'Asie de l'Est de football 2010 |
| 3 | 15 juin 2010    | Johannesburg, Afrique du Sud | Brésil         | 1-2   | Coupe du monde de 2010                 |